# Thignonville
Thignonville település Franciaországban, Loiret megyében. Lakosainak száma 388 fő (2022. január 1.). Thignonville Sermaises, Audeville, Autruy-sur-Juine, Intville-la-Guétard, Morville-en-Beauce és Pannecières községekkel határos.

## Népesség
A település népessége az elmúlt években az alábbi módon változott:
| Lakosok száma | 173  | 238  | 283  | 324  | 358  | 376  | 400  | 413  | 420  | 388  |
|               | 1968 | 1982 | 1990 | 2006 | 2013 | 2015 | 2017 | 2019 | 2020 | 2022 |